# Obermayer
Obermayer ist ein deutscher Familienname.

## Herkunft und Bedeutung
Obermayer ist eine Variante des Familiennamens Meier.

## Varianten
- Obermaier, Obermeier, Obermair, Obermayr, Obermeir, Obermeyer, Obermayer

## Namensträger
- Adolf Max Obermayer (1911–1976), deutscher Diplomat
- Albert von Obermayer (1844–1915), österreichischer Offizier und Generalmajor
- Arthur S. Obermayer (1931–2016), US-amerikanischer Chemiker, Unternehmer und Genealoge
- Aurelie Obermayer (1845–1922), österreichische Schriftstellerin
- Bastian Obermayer (* 1977), deutscher Journalist und Buchautor
- Carl Obermayer (1811–1889), deutscher Bankier
- Erich Obermayer (* 1953), österreichischer Fußballspieler
- Friedrich Obermayer (1861–1925), österreichischer Internist
- Helmut Obermayer (1935–2015), österreichischer Basketballfunktionär und -schiedsrichter
- Horst Joachim Obermayer (1931–2015), deutscher Ingenieur und Eisenbahnhistoriker
- Inge Obermayer (1928–2018), deutsche Schriftstellerin und Journalistin
- Isidor Obermayer (1783–1862), deutscher Bankier und Eisenbahnmäzen
- Josef Obermayer (Musiker) (1866–1951), österreichischer Musiker, Komponist und Natursänger
- Josef Karl Obermayer (1876–1952), österreichischer Chorleiter, Musikpädagoge und Komponist
- Joseph Obermayer (1749–nach 1816), böhmischer Violinvirtuose und Komponist
- Klaus Obermayer (1916–1988), deutscher Jurist und Hochschullehrer
- Klaus Obermayer (Komponist) (1943–2009), deutscher Komponist und Verleger
- Leopold Obermayer (1892–1943), Schweizer Opfer des Nationalsozialismus
- Max Obermayer (1866–1949), deutscher Maler
- Maximilian E. Obermayer (Maximilian Ernest Obermayer; 1896–1982), österreichisch-US-amerikanischer Dermatologe und Hochschullehrer